# Terror of the Zygons
Terror of the Zygons (El terror de los Zygons) es el primer serial de la 13.ª temporada de la serie británica de ciencia ficción Doctor Who, emitido originalmente en cuatro episodios semanales del 30 de agosto al 20 de septiembre de 1975. Fue la última aparición regular de Ian Marter como el acompañante Harry Sullivan, que más tarde aparecería una vez más en The Android Invasion.

## Argumento
El Doctor, Sarah Jane Smith y Harry Sullivan llegan a través de la TARDIS en Escocia, cerca del Mar del Norte, donde el Brigadier Lethbridge-Stewart y el U.N.I.T. están investigando la destrucción de plataformas petrolíferas. La afirmación de los sobrevivientes de que los aparejos fueron destruidos por una enorme criatura marina es corroborada por marcas de dientes gigantes en los restos del naufragio.
Durante su investigación, Harry es capturado por los Zygons, una raza alienígena que cambia de forma y se esconde en su nave espacial sumergida. Su líder, Broton, le dice a Harry que su nave espacial sufrió daños y aterrizó en la Tierra hace siglos para esperar el rescate, pero cuando descubrieron que su planeta natal había sido destruido en una explosión estelar, decidieron conquistar la Tierra y terraformarla para adaptarla su fisiología. Para lograr este objetivo, han capturado a varios humanos para utilizarlos como "impresiones corporales" para infiltrarse en puestos clave de liderazgo, incluido el influyente duque de Forgill, que se desempeña como jefe de la Comisión de Energía de Escocia. También trajeron una criatura marina embrionaria llamada Skarasen a la Tierra y la aumentaron con la tecnología cyborg hasta que alcanzó proporciones gigantescas. Lo están dirigiendo con un dispositivo de señalización para atacar las plataformas como parte de su plan más grande.
Mientras investiga la similitud entre el Skarasen y el monstruo en el cercano Lago Ness, Sarah se topa con un pasadizo secreto en la mansión del Duque de Forgill. Ella sigue el pasaje a la nave espacial sumergida de los Zygons. Mientras busca en el barco, localiza y libera a Harry, quien revela el Zygon estrategia.
Con su presencia descubierta, Broton acelera su plan. Toma la forma del Duque y se va a Londres, mientras que los Zygons restantes vuelan su nave a una cantera cercana, iniciando reactores para convertir la atmósfera de la Tierra a una atmósfera hospitalaria para Zygons pero venenosa para los humanos. El Doctor se cuela a bordo de la nave, libera a los humanos restantes y hace que la nave se autodestruya, matando a la tripulación del Zygon.
Entre los humanos rescatados, el Duque advierte que estaba programado para asistir a la primera conferencia internacional de energía en Londres ese día, a la que asistirán varios dignatarios de alto nivel. Con la conferencia en un edificio cerca del río Támesis, el Doctor teme que Broton atraiga a los Skarasen para atacar la conferencia. UNIDAD. Los lleva a Londres pero, antes de que el Doctor pueda detenerlo, Broton activa el dispositivo de señalización. El Brigadier mata a Broton, y el Doctor recupera el dispositivo justo cuando las superficies de Skarasen. El Doctor arroja el dispositivo por la garganta del Skarasen, y la criatura se sumerge inofensivamente y nada al mar.
El grupo regresa a Escocia para cerrar la investigación, con el Brigadier prometiendo al Duque que el USN.I.T. cubrirá el incidente. El Doctor les ofrece a todos un viaje de regreso a Londres a través de la TARDIS, pero el Brigadier y Harry le rechazan.

### Continuidad
El Brigadier se refiere al primer ministro como "Señora". Aunque ya era líder del Partido Conservador cuando se hizo la historia, Margaret Thatcher no se convertiría en la primera mujer primer ministro de Gran Bretaña hasta 1979. Douglas Camfield quería que esto fuera una referencia a Shirley Williams, un miembro destacado del Partido Laborista que, dirigido por Harold Wilson, formaba el gobierno en esa época.
En este serial se concluye una serie de aventuras consecutivas de la tripulación de la TARDIS que comenzó al final de Robot. Harry Sullivan (Ian Marter) abandona aquí la tripulación de la TARDIS, aunque regresaría interpretando a Sullivan y a su duplicado androide en la cuarta historia de esta temporada, The Android Invasion. No volvería a ser mencionado hasta el serial del Quinto Doctor titulado Mawdryn Undead, donde se dice que trabaja para la OTAN. El Doctor no volvería a tener un acompañante masculino hasta la llegada de Adric en la temporada 18.
Los Zygon son mencionados o vistos en flashbacks en adelante tanto en la serie clásica como la moderna, pero no volverían a aparecer de nuevo hasta el episodio especial del 50.º aniversario, El día del Doctor, en 2013.

## Producción
| Episodio          | Fecha de emisión         | Duración | Espectadores en millones | Estado en el archivo  |
| ----------------- | ------------------------ | -------- | ------------------------ | --------------------- |
| Episodio 1        | 30 de agosto de 1975     | 21:41    | 8,4                      | Cinta original en PAL |
| Episodio 2        | 6 de septiembre de 1975  | 25:08    | 6,1                      | Cinta original en PAL |
| Episodio 3        | 13 de septiembre de 1975 | 24:09    | 8,2                      | Cinta original en PAL |
| Episodio 4        | 20 de septiembre de 1975 | 25:22    | 7,2                      | Cinta original en PAL |
| [ 1 ] [ 2 ] [ 3 ] |                          |          |                          |                       |

Interesado en conseguir nuevos escritores para Doctor Who, el editor de guiones Robert Holmes discutió ideas para el programa con Robert Banks Stewart. Tras una reunión a principios de 1974, Stewart diseñó una historia de seis partes titulada The Secret of Loch Ness (El secreto del Lago Ness). Stewart pensaba que el legendario monstruo del lago Ness de Escocia podría ser una buena base para una historia ya que había muy pocos detalles sobre esta criatura mítica. Aunque al principio se enfocó en el monstruo en sí mismo, Holmes animó a Stewart a que se concentrara más en los Zygons, los alienígenas multiformes de la historia. Según fue evolucionando la historia, tuvo los variados títulos de The Loch (El lago), The Secret Of The Loch (El secreto del lago), The Loch Ness Monster (El monstruo del lago Ness), The Zygons (Los Zygons), y finalmente Terror of the Zygons.